# Station Arram
Arram is een station van National Rail in Arram, East Riding of Yorkshire in Engeland. Het station is eigendom van Network Rail en wordt beheerd door Northern Rail. Het station is geopend in 1853. 